# De Moor (stokerij)
Het familiebedrijf De Moor is een stokerij gelegen te Aalst en produceert jenevers en likeuren. Het is een van de laatste warme graanstokerijen van België.

## Geschiedenis

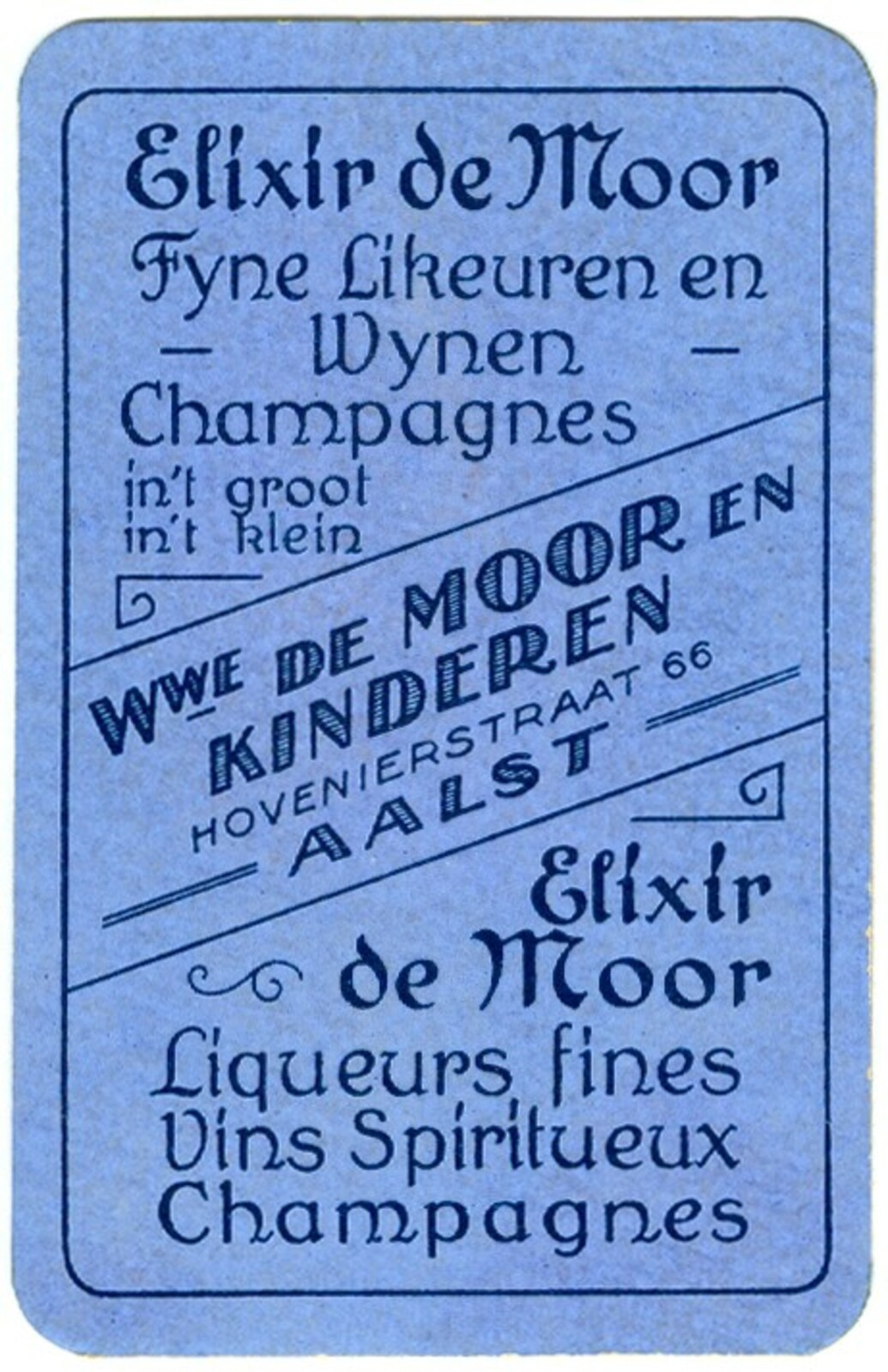
Speelkaart 'Elixir de Moor' voor De Moor te Aalst.

In 1910 stichtte Frans De Moor, samen met zijn echtgenote Anna Lafon, een stokerij in de Drie Sleutelstraat in Aalst. Ze hadden in die straat 3 huizen naast elkaar. Ze produceerden jenevers en likeuren. Het huis naast de stokerij werd omgebouwd tot een winkel waar ze naast hun eigen producten ook andere sterke dranken en wijnen verkochten. Het derde huis was hun woonhuis.
Frans werd in het begin van de Eerste Wereldoorlog vermoord tijdens een gijzeling in september 1914 door de Duitse binnenvallende troepen in de buurt van de Aalsterse Zwarte Hoekbrug. Die moorden waren een wraakactie op het blijvende verzet van het Belgische leger aan de Dender en in de stad. ‘De Duitsers kwamen vanuit hun posities op Mijlbeek langs de Drie Sleutelstraat. Ze botsten op weerstand van het Belgisch Leger. Uit woede beukte de vijand de huizen in en joeg alle bewoners op straat om ze als levend schild voor hen uit te drijven. Frans zat met anderen bewoners van de straat verscholen in de kelder. Toen de Duitsers hen vonden, sputterde Frans tegen en werd hij met een geweerkolf op het hoofd geslagen. Op straat werd hij met de kolven van geweren geslagen en met de bajonet afgemaakt. De stokerij werd daarna overgenomen door zijn weduwe, zijn zoon Albert en schoondochter Maria.
Vervolgens kwam de stokerij eind de jaren 1950 in de handen van de zoon van Albert, Gilbert, en zijn vrouw Eliane. Het is tijdens deze periode dat de basis voor het huidige assortiment gelegd werd.
Dochter Greet en haar echtgenoot Patrick Van Scandevijl, de vierde generatie, namen in 1985 de stokerij over en bouwden de stokerij  verder uit. Vanaf 1992 kreeg de winkel een nieuwe locatie aan de Gentsesteenweg en enkele jaren later, in 1999, werd de stokerij vernieuwd. Hun dochter Carolien vervoegde vervolgens het familiebedrijf in 2012.

## Producten
De stokerij produceert jenevers zoals Diep 9 Genever en likeuren zoals Gin 20-3.  Ze proberen daarbovenop zowel hun wijnassortiment te vervolledigen, als moeilijk vindbare spirits en producten aan te bieden. Ze bieden ook tastings, advies en persoonlijke service aan. Door corona werden hun tastings vervangen door een ‘wijnproeverij in je eigen kot’ gelanceerd tijdens het Allerheiligenweekend.